# Зимняя Спартакиада народов СССР 1966

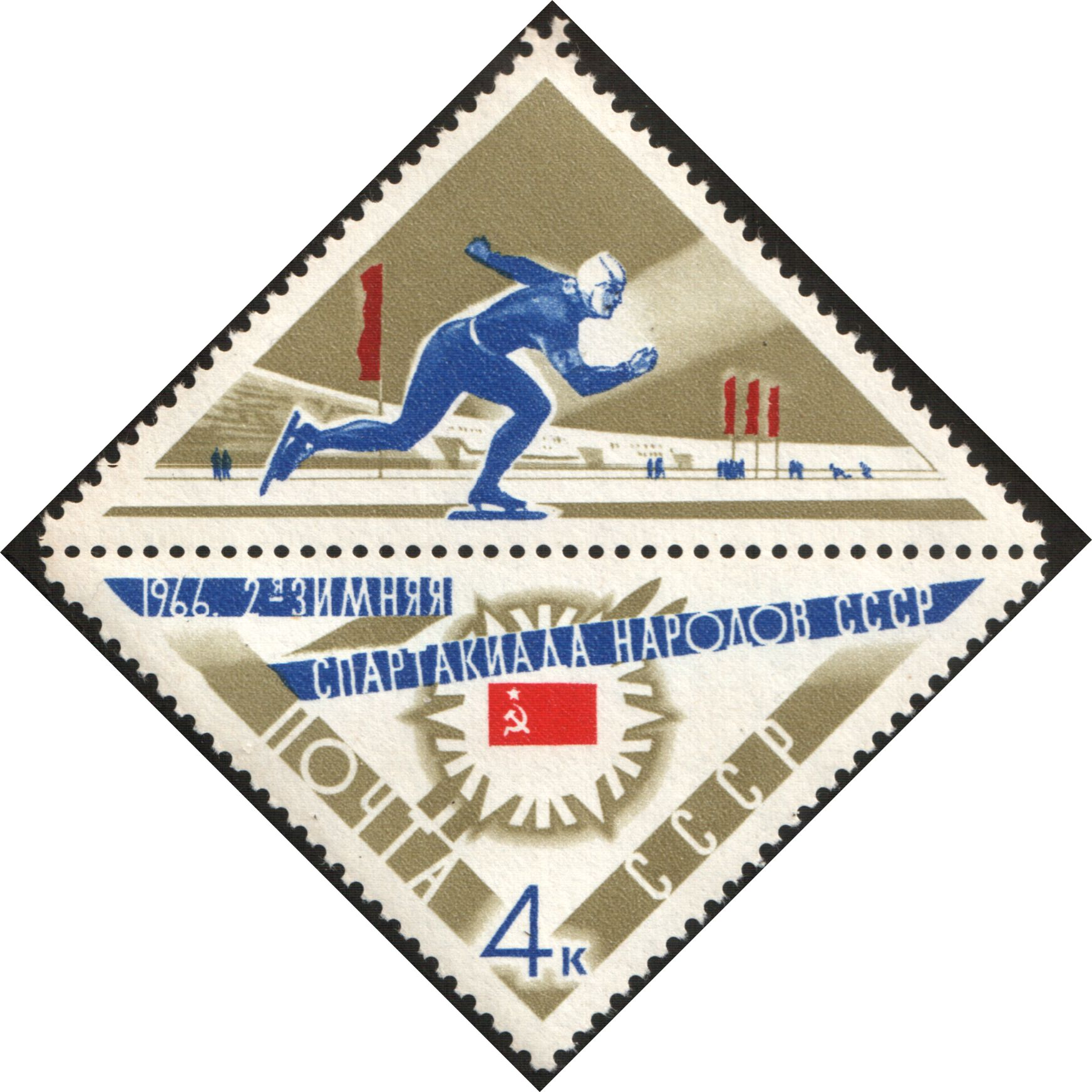
Почтовая марка, посвящённая спартакиаде. Конькобежец

II зимняя Спартакиада народов СССР  — проходила в Свердловске, Горьком, Терсколе, на склонах горы Чегет и Киеве 4 — 13 марта 1966 года.
В общей сложности участниками Спартакиады стали 10 миллионов советских спортсменов.

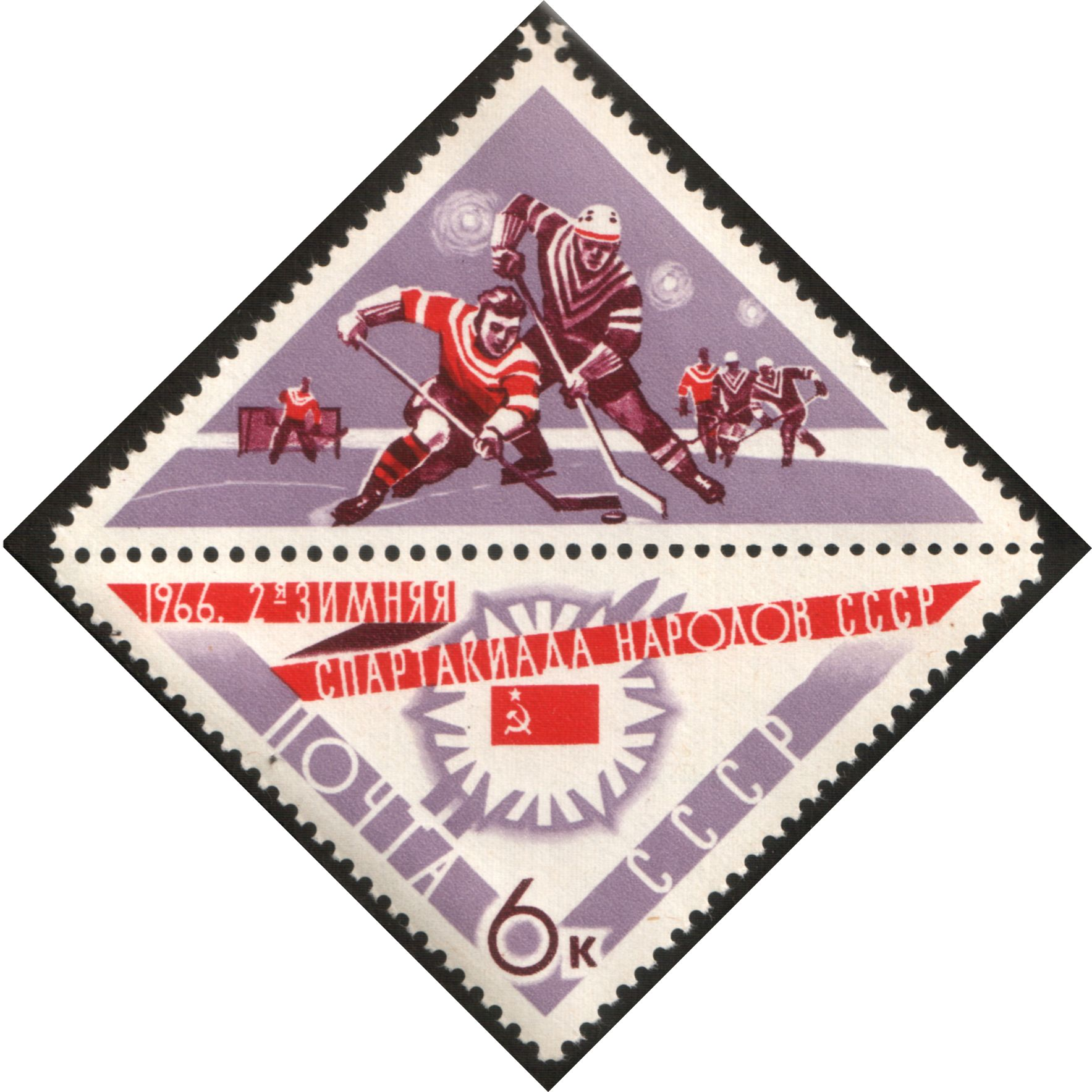
Почтовая марка, посвящённая спартакиаде. Хоккеисты

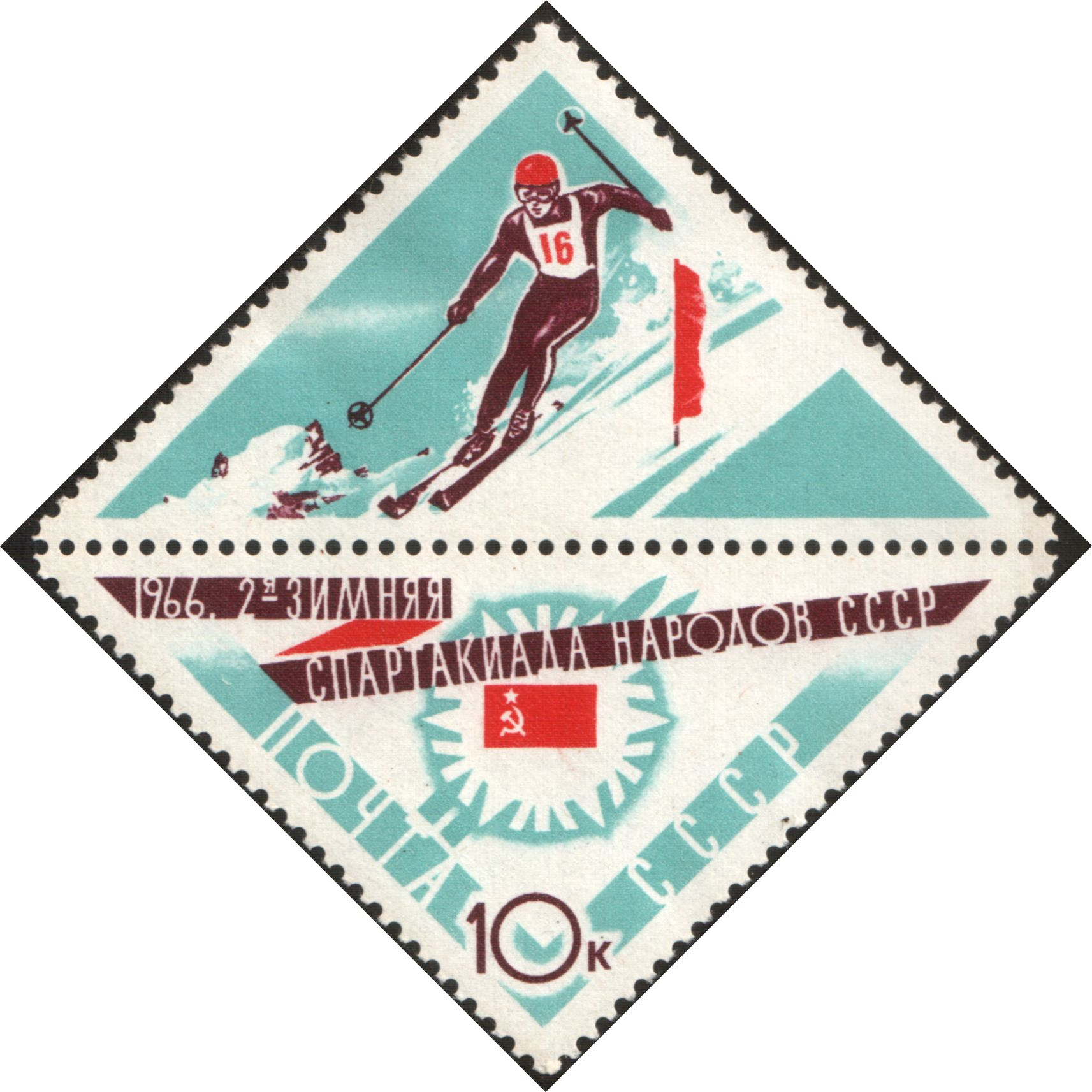
Почтовая марка, посвящённая спартакиаде. Горнолыжник

Спартакиада была посвящена XXIII съезду Коммунистической партии СССР.
Чемпион Спартакиады одновременно получал звание чемпиона СССР.
Торжественные открытие и закрытие финала Спартакиады состоялись на Центральном стадионе в Свердловске 4 и 13 марта. Победу в командном зачете одержала команда Москвы, на 2 месте команда Ленинграда, на 3 — Свердловской области, 4 — Московская область ,5 — Кировская область, 6 — Пермская область.

## Конькобежный спорт
В конькобежном спорте свердловчанин Борис Гуляев был лучшим на дистанции 500 м (результат 41,3 сек.), Эдуард Матусевич (Белорусская ССР) — 1500 м (2 мин. 08,3 сек.) и в многоборье (сумма 180,501 очков), москвич Валерий Лаврушкин — 5000 м (7.46,3), Станислав Селянин из Иркутска — 10000 м (15.51,4), свердловчанка Валентина Стенина — трижды, на 500 (46,2), 1500 м (2.25,0) и в многоборье (197,516), дебютантки из Челябинска Татьяна Сидорова — на 1000 м (1.37,7), Анна Саблина — на 3000 м (5.22,5). Состязания проходили на Центральном стадионе.

## Лыжный спорт — северные дисциплины
Соревнования лыжников проходили на Уктусских горах в Свердловске. Гонку на 5 км выиграла свердловчанка Клавдия Боярских, москвичка Алевтина Колчина стала второй. Обратил на себя внимание А.Тихонов из Новосибирска. В лыжной гонке на 50 км В. Веденин был третьим. Мужскую эстафету 4×10 км выиграла сборная команда Москвы (Акентьев, Веденин, Ворончихин, Наседкин), второй финишировала команда Новосибирска (Смирнов, Солодянкин, Лязгин, Тихонов, на последнем этапе улучшил результат Тихонов). Прыгуны с трамплина соревновались на новом Уктусском трамплине, сданном непосредственно к Спартакиаде. При огромном стечении зрителей выиграл 20-летний свердловчанин Валерий Емельянов.

## Хоккей
Турнир хоккеистов проходил в Горьком, в финале встретились сборные команды Москвы и Свердловской области, со счетом 6:4 выиграли москвичи.
Призёры:

. Москва

Вратари: Николай Толстиков (ЦСКА), Владимир Петров (ЦСКА).

Защитники: Владимир Мигунько («Спартак»), Валентин Марков («Динамо»), Николай Васильев (ЦСКА), Александр Гусев (ЦСКА), Николай Подкопаев (ЦСКА), Валерий Кузьмичёв (ЦСКА).

Нападающие: Игорь Самочернов («Динамо»), Анатолий Мотовилов («Динамо»), Виктор Ерёмин («Динамо»), Евгений Зимин («Спартак»), Александр Якушев («Спартак»), Владимир Городецкий («Крылья Советов»), Владимир Бурмаков («Спартак»), Александр Кошелев (ЦСКА), Анатолий Фролов (ЦСКА).

Тренер Борис Кулагин.
. Свердловская область

Вратари: Геннадий Шаповалов («Факел» Свердловск-45), Владимир Дмитриев («Спартак» Свердловск).

Защитники: Зинур Гарифуллин («Спартак»), Константин Рябов («Спартак»), Григорий Велижанин («Спартак»), Владимир Прокопьев («Спартак» Свердловск), Тараненко Юрий («Кедр» Свердловск-44).

Нападающие: Рим Мендубаев («Спартак»), Юрий Коковин («Спартак»), Александр Елистратов («Спартак»), Анатолий Бундов («Спартак»), Владимир Игошин («Спартак»), Леонид Гаряев («Факел»), Валерий Щипанов («Кедр»), Юрий Логунов («Кедр»), Владимир Старцев («Спутник» Нижний Тагил), Леонид Лобанов («Кедр»).

Тренер Владимир Шумков.
. Кемеровская область

Вратари: Владимир Шеповалов («Металлург» Новокузнецк), Анатолий Перегонцев («Металлург»).

Защитники: Александр Пепеляев («Металлург»), Сергей Селюк («Металлург»), Валерий Иванов, Сергей Зайцев, Михаил Сёмин («Металлург»), Валерий Чернов («Металлург»), Владимир Вахрушев («Металлург»), Сергей Перфильев («Металлург»), Валерий Кравченко («Металлург»), Виктор Бородин («Металлург»), Юрий Кикот («Шахтёр» Прокопьевск), Николай Акимченко («Металлург»), Сергей Машутин, Юрий Пьянзин («Металлург»).

Тренер Николай Парыгин.

## Фигурное катание
Фигуристы состязались на льду Киевского Дворца спорта. Воспитанница столичного стадиона юных пионеров Галина Гржибовская выиграла соревнования в произвольной программе, по сумме двух видов получив серебро, золотую медаль получила Тамара Москвина. Прославленная советская пара Л.Белоусова — О.Протопопов выиграла соревнования в парном катании.

## Горнолыжный спорт
Соревнования в скоростном спуске прошли на склонах горы Чегет (Кабардино-Балкарская АССР), на трассе длиной св. 2500 м, выиграл в этом виде москвич Виталий Монастырев (время — 1 мин. 52,1 сек.). В троеборье (скоростной спуск, слалом-гигант, слалом) лучшими стали: Виктор Тальянов (золото), Таллий Монастырев (серебро), Василий Мельников (бронза).